# كوكو غيهي
كوكو دجيدجي إيلير غيهي (بالفرنسية: Kouko Djédjé Hilaire Guehi)‏ (ولد في 27 دجنبر 1982 في سان بيدرو) لاعب كرة قدم إيفواري، يلعب في موقع وسط الميدان الدفاعي في صفوف نادي الرجاء الرياضي.

## سيرته
انطلقت مسيرة كوكو في ساحل العاج سنة 2001 بأكاديمية فريق أسيك ميموزا بأبيدجان، ليلعب بعد ذلك في صفوف مجموعة من الأندية الإيفوارية، بين 2003 و2009، بمعدل موسم في كل ناد، كان آخرها نادي سيوي سبور (Sewe sport) بمدينة سان بيدرو. في 2009، انتقل لنادي الرجاء الرياضي، حيث أثبت رسميته كلاعب محوري رسمي في وسط ميدان الفريق البيضاوي.

فاز مع الرجاء بلقبي بطولة المغرب لموسمي 2010-2011 و2012-2013، إضافة للقب كأس العرش لسنة 2012.

على المستوى الدولي، كان كوكو لاعبا ضمن منتخب ساحل العاج لأقل من 17 سنة.

## إحصائياته[3]
| المواسم   | النادي                  | عدد الأهداف | عدد مرات الظهور |
| --------- | ----------------------- | ----------- | --------------- |
| 2001-2003 | أسيك ميموزا             | ..          | ..              |
| 2004-2005 | ستاد أبيدجان            | ..          | ..              |
| 2005-2006 | ساتيليت إف سي           | ..          | ..              |
| 2006-2007 | دينغيلي سبور            | ..          | ..              |
| 2007-2008 | جونيس كلوب أبيدجان      | ..          | ..              |
| 2008-2009 | سيوي سبورت دي سان بيدرو | ..          | ..              |
| 2009-الآن | نادي الرجاء الرياضي     | 3           | 102             |

## ألقابه
| السنة | النادي              | اللقب                                  |
| ----- | ------------------- | -------------------------------------- |
| 2013  | نادي الرجاء الرياضي | بطل الدوري المغربي الممتاز 2010/2011   |
| 2012  | نادي الرجاء الرياضي | كأس العرش                              |
| 2013  | نادي الرجاء الرياضي | بطل الدوري المغربي للمحترفين 2012/2013 |

## وصلات خارجية
- كوكو غيهي على موقع الاتحاد الدولي (مؤرشف)  (الإنجليزية)
- كوكو غيهي على موقع قاعدة بيانات كرة القدم.إي يو (الإنجليزية)
- كوكو غيهي على موقع GSA (الإنجليزية)

- سجل أهداف كوكو غيهي من موقع كوورة المتخصص